# Český rozhlas Plzeň
Český rozhlas Plzeň je regionální rozhlasová stanice Českého rozhlasu, sídlící v Plzni a vysílající pro Plzeňský kraj. Vznikla v roce 1945, od roku 1953 sídlí v pozdně funkcionalistické budově vystavěné jako sídlo rozhlasu. Rozhlasová budova je od roku 2002 kulturní památkou. Ředitelem stanice je od roku 2023 David Jakš.
Vlastní program stanice vysílá denně od 5.00 do 19.30 hodin, v několika oknech přes den a v rámci večerního a nočního vysílání šíří celoplošné pořady stanice ČRo Střední Čechy a společný program regionálních stanic Českého rozhlasu. Naopak část programu ČRo Plzeň přebírá ČRo Karlovy Vary.

## Historie

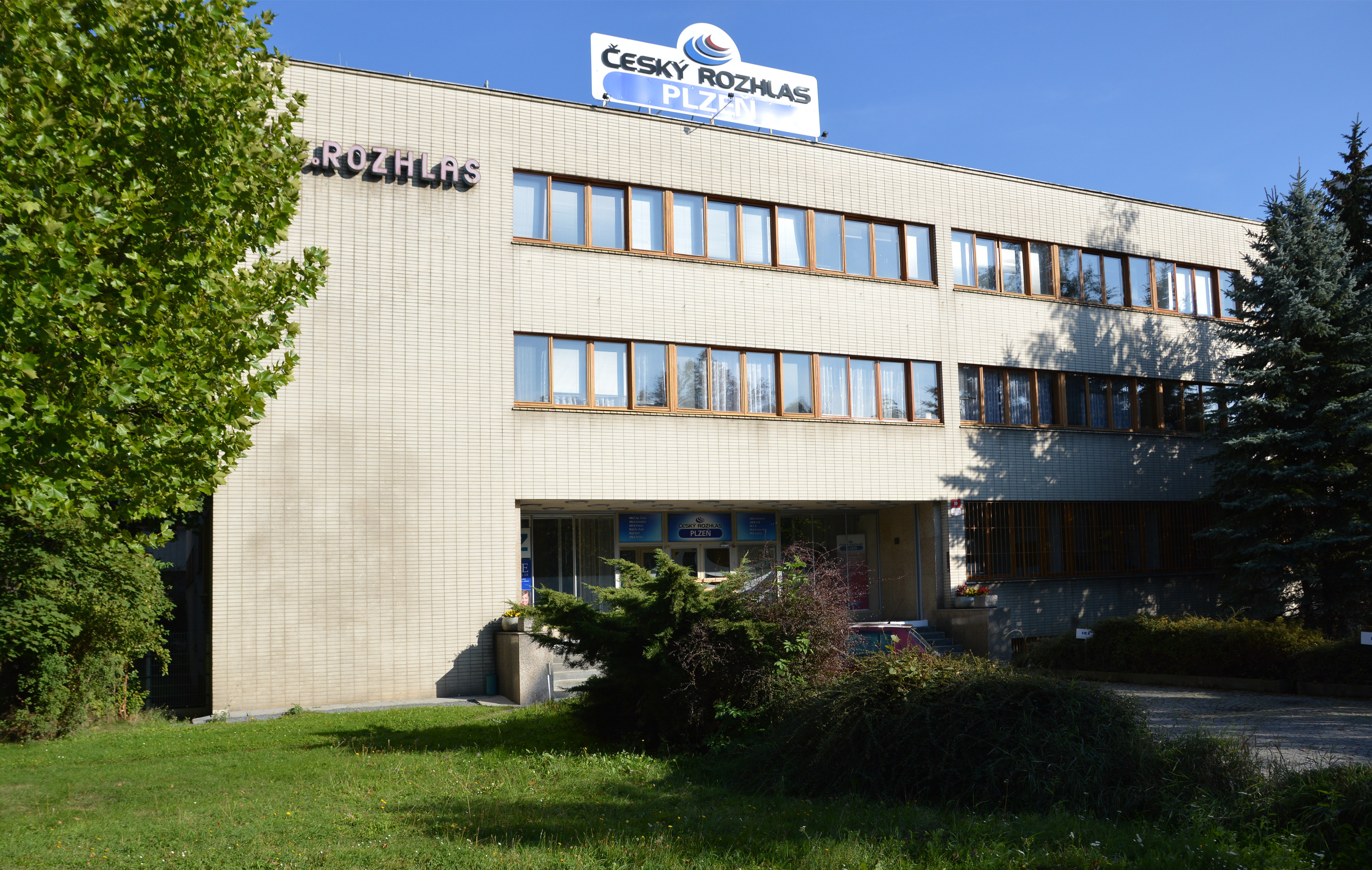
Budova Českého rozhlasu v Plzni

České rozhlasové vysílání v Plzni bylo zahájeno v posledních dnech druhé světové války, když 5. května 1945 obsadili čeští vlastenci středovlnný vysílač na soutoku řek Radbuzy a Mže v bunkru v místech dnešního sportovního areálu ve Štruncových sadech. Ve 12.05 promluvil do éteru Karel Šindler první slova: „Hovoří Plzeň, svobodná Plzeň hovoří!“. Dne 6. května osvobodila Plzeň americká armáda a čeští vlastenci pokračovali ve vysílání společně s ní. O provoz rozhlasu a vybudování prvního studia se zasloužil také Josef Skupa. Od 1. července 1945 přešlo plzeňské studio jako první poválečná mimopražská stanice pod Československý rozhlas.
V roce 1946 byla vyhlášena architektonická soutěž na výstavbu budovy rozhlasu v Plzni, ve které zvítězil kolektiv vedený Karlem Tausenauem. Budova měla být postavena ve třech etapách. V letech 1947 až 1953 bylo vybudováno západní křídlo na půdorysu písmene L. Ve druhé etapě vznikla východní část obdélníkového tvaru, která byla uvedena do provozu roku 1956. K realizaci třetí etapy v podobě koncertního sálu nikdy nedošlo. Budova plzeňského rozhlasu patří k nejlepším příkladům českého pozdního funkcionalismu, byla proto v roce 2002 prohlášena nemovitou kulturní památkou.
V září 2006 se ředitelem Českého rozhlasu Plzeň stal Zdeněk Levý, kterého v lednu 2023 vystřídal David Jakš.

## Pořady
Většinu vysílání tvoří radio-publicistický proud s aktuálním zpravodajstvím, který doplňují další pořady a rubriky:
- 75. výročí Českého rozhlasu Plzeň (každý díl představuje jeden rok vývoje rozhlasu)
- Ahoj Rádio (připravuje Stanislav Jurík)
- Blahopřejeme písničkou (připravuje Jaroslav Kopejtko)
- Co vás zajímá? (diskuzní pořad, připravuje Soňa Vaicenbacherová, Michal Jančařík a další)
- Country dostavník Mirka Černého (připravuje ČRo Střední Čechy)
- Česká dvanáctka (hitparáda českých písní, připravuje Martin Hrdinka a Martin Jonák)
- Desky, pásky, vzpomínky (připravuje Tomáš Katschner)
- Divadlo živě
- Dobré ráno
- Domácí štěstí Ivy Hüttnerové
- Domy s duší (připravuje Kateřina Dobrovolná)
- eRko (magazín o Českém rozhlase, moderuje Jan Kovařík)
- Filmový zápisník (moderuje a připravuje Jan Kastner)
- Folklorní notování
- Folková pohlazení (připravuje Vít Troníček z hudební skupiny Marien)
- Folkový antikvariát (připravuje Pavel Zajíc z hudební skupiny Nezmaři)
- Fouskův svět (připravuje Josef Fousek)
- Hobby magazín (uvádí Artur Kubica, připravují všechny regionální stanice ČRo, vysílá se ze studia ČRo Ostrava)
- Hobby magazín speciál (původní pořad ČRo Plzeň, připravují Soňa Vaicenbacherová a Jiří Šobr)
- Humoriáda (zábavný pořad s hlasováním a hostem z řad herců a komiků, připravuje Patrik Rozehnal, vysílá se z ČRo Region)
- Hvězdné návraty (připravuje Patrik Rozehnal, vysílá se z ČRo Region)
- Hvězdy, hity, legendy (připravují Petr Vacek, Jaroslav Kopejtko a Zdeněk Raboch)
- Jazykový koutek
- Jsme s vámi už 75 let (připravuje Kateřina Dobrovolná)
- Kalendárium (připravuje Petr Jungmann)
- Mezi nebem a zemí (magazín o víře a spiritualitě, připravuje Daniela Karafiátová)
- Muziky, muziky (připravují Jaroslav Kopejtko a Antonín Bulka)
- My a oni (pořad o soužití cizinců s Čechy, připravuje Goranka Oljača)
- Na cestě (připravuje Sandy Nosek)
- Náš host
- Náš příběh
- Nejste na to sami (připravuje Kateřina Dobrovolná)
- Noc s českými písničkami (připravuje Petr Vacek)
- Noční linka (kontaktní pořad s telefonáty posluchačů na určité téma, připravují a vysílají různé regionální stanice ČRo)
- O Roma vakeren
- Odpolední vysílání
- Písničky pro vás (písničky na přání, v poledne pop music, v podvečer dechovka a lidové písně)
- Pochoutkový rok (kulinární magazín se soutěží receptů posluchačů, připravuje Patrik Rozehnal, vysílá se z ČRo Region)
- Poklady minulosti (připravuje Kateřina Dobrovolná)
- Povídkové čtení na víkend (povídky převážně od západočeských autorů)
- Poznáváme Šumavu (připravuje Jan Dvořák)
- Rozhlasové tržiště
- Slavíci v krabici (připravuje Martin Hrdinka)
- Slavné dvojice (připravuje Alexandra Mynářová, vysílá se z ČRo Region)
- Stretnutie
- Šalom alejchem (připravuje Tomáš Töpfer)
- Špalíček (připravují Michaela Vondráčková, Miroslav Šimandl, Josef Kuneš, Zdeněk Vejvoda)
- Tipy pro volný čas (připravují Iva Kokešová, Josef Šorfa a Jana Strejčková)
- Toulky po Brdech (připravuje Kateřina Dobrovolná)
- Turistický tip (připravuje Kateřina Dobrovolná)
- Týden v regionu (připravuje Roman Stupka)
- Úsměv, prosím
- Vaření s Mirkou Kuntzmannovou
- Výlety (uvádí Pavel Kudrna, připravují všechny regionální stanice ČRo, vysílá se ze studia ČRo Liberec)
- Xaver a host (připravuje Luboš Xaver Veselý, vysílá se z ČRo Region)
- Z rozhleden s rozhledem (připravuje Kateřina Dobrovolná)
- Zdraví „v cajku“ (připravují Vladimír Šťovíček a Miroslav Šuta)

## Distribuce signálu
Stanice vysílá 24 hodin denně analogově za využití dvanácti vysílačů na velmi krátkých vlnách (VKV/FM) a digitálně v systému DAB+. Digitální vysílání v multiplexu ČRo DAB+ bylo spuštěno v roce 2017. Od roku 2020 vysílá také v satelitním vysílání přes družici Astra 3A (pozice 23,5° východně) v DVB-S2. Stanice je dostupná také na internetu.
| Město        | Frekvence                        |
| ------------ | -------------------------------- |
| Plzeň        | 91,0 FM (město), 106,7 FM (kraj) |
| Železná Ruda | 95,8 FM                          |
| Tachov       | 106,3 FM                         |
| Klatovy      | 102,4 FM                         |
| Domažlice    | 105,3 FM                         |
| celé Čechy   | 12C DAB+                         |